# Gertrude Scharff Goldhaber
Gertrude Scharff Goldhaber (Mannheim, 14 de julio de 1911-Patchogue, 2 de febrero de 1998) fue una física nuclear estadounidense de origen judío alemán. Obtuvo su doctorado en la Universidad de Múnich y, aunque su familia sufrió durante el holocausto nazi, pudo escapar a Londres y más tarde a los Estados Unidos. Sus investigaciones durante la Segunda Guerra Mundial fueron consideradas información clasificada y no se pudieron publicar hasta 1946. Ella y su marido, Maurice Goldhaber, pasaron la mayor parte de sus carreras de posguerra en el Laboratorio Nacional de Brookhaven.

## Sus primeros años
Gertrude Scharff nació en Mannheim, Alemania el 14 de julio de 1911. Asistió a la escuela pública, y es allí donde desarrolló un interés en la ciencia. Sus padres apoyaron este interés, algo inusual en la época, probablemente porque su padre había querido ser químico antes de verse forzado a mantener a su familia tras la muerte de su padre. La infancia de Gertrude estuvo llena de dificultades. Durante la Primera Guerra Mundial, recordó tener que comer el pan hecho parcialmente de serrín, y su familia sufrió durante la hiperinflación de la Alemania de posguerra, aunque esto no le impidió asistir a la Universidad de Múnich.

## Educación
En la Universidad de Múnich, Gertrude rápidamente desarrolló un interés en la física. Aunque su familia había apoyado su interés en la ciencia de niña, su padre la animó a estudiar derecho. En defensa de su decisión de estudiar física, le dijo a su padre: "No estoy interesada en las leyes. Quiero entender de lo que el mundo está hecho."
Como era habitual para los estudiantes entonces, Gertrude estudió varios semestres en otras universidades como la Universidad de Friburgo, la Universidad de Zúrich y la Universidad de Berlín (donde conocería a su futuro esposo). Ya de regreso en Múnich, entró como adjunta de Walter Gerlach para realizar la investigación para su tesis sobre los efectos del estrés en la magnetización. Se graduó en 1935 y publicó su tesis en 1936.
Con la llegada al poder del partido nazi en 1933, Gertrude se enfrentó a dificultades cada vez mayores en Alemania debido a su origen judío. En esa época, su padre fue detenido y encarcelado y, aunque él y su esposa pudieron huir a Suiza después de su liberación, acabarían regresando a Alemania y pereciendo en el Holocausto. Gertrude permaneció en Alemania hasta la finalización de su tesis doctoral en 1935, tras lo cual huyó a Londres. Aunque los padres de Gertrude no escaparon a la persecución nazi, su hermana Liselotte si lo consiguió.

## Carrera
Durante los seis primeros meses de su estancia en Londres, Gertrude vivió del dinero que obtuvo de la venta de su cámara Leica, así como del dinero obtenido de la traducción de textos del alemán al inglés. Gertrude se dio cuenta de que tener un doctorado era una desventaja y que tenían más posibilidades los estudiantes refugiados que los científicos refugiados. Escribió a otros 35 científicos refugiados en busca de trabajo pero siempre se encontraba que ya había demasiados científicos refugiados trabajando allí. solo Maurice Goldhaber le respondió ofreciéndole alguna esperanza de encontrar trabajo en Cambridge. Consiguió encontrar trabajo en el laboratorio de George Paget Thomson en su programa de difracción de electrones. Aunque había un puesto de trabajo posdoctoral con Thomson, Gertrude se dio cuenta de que no pensaban en ella como candidata, por lo que buscó uno nuevo.
En 1939 se casó con Gertrude Maurice Goldhaber. Luego se trasladaron a Urbana, Illinois, para unirse a la Universidad de Illinois. El estado de Illinois tenía leyes estrictas contra el nepotismo por lo que Gertrude no pudo ser contratada por la Universidad debido a que su marido ya tenía una posición allí. A pesar de ello, Gertrude trabajó como asistente no remunerado de Maurice sin derecho a despacho o espacio de laboratorio. Como el laboratorio de Maurice solo estaba equipado para la investigación en física nuclear, Gertrude tuvo que dedicarse también a ese campo de Maurice fue solo configurado para la investigación en física nuclear, Gertrude Goldhaber hechos los preparativos de campo. Durante este tiempo Gertrude y Maurice Goldhaber tuvieron dos hijos: Alfred y Michael. Eventualmente a Goldhaber se le dio algunas pequeñas partidas del presupuesto del laboratorio para apoyar su investigación.
Goldhaber estudió las secciones eficaces de las reacciona neutrón-protón y el neutrón-núcleo en 1941, y la emisión de radiación gamma y la absorción por los núcleos en 1942. En esa época observó que la fisión nuclear espontánea estaba acompañada por la liberación de neutrones (algo que ya había sido teorizado antes pero todavía nunca se había demostrado). Su trabajo con la fisión nuclear espontánea fue calificado como información clasificada durante la Segunda Guerra Mundial, y únicamente pudo ser publicado en 1946, después de la terminación de la misma.
Gertrude y Maurice Goldhaber se trasladaron desde Illinois a Long Island, donde ambos se unieron al personal del Laboratorio Nacional de Brookhaven. En el laboratorio, Gertrude fundó una serie de conferencias mensuales conocidas como "the Brookhaven Lecture Series", la cual aún continuaban en junio de 2008 según se especifican en las Brookhaven Lecture Series (Junio 2008).

## Honores
- 1947 — Elegida miembro de la Sociedad estadounidense de Física[7]
- 1972 — Elegida miembro de la Academia Nacional de Ciencias de Estados Unidos (la tercera mujer físico en recibir este honor)[7]
- 1982 — Premio en cientcias "Long Island Achiever’s Award in Science"[7]
- 1984 — Phi Beta Kappa visiting scholar.[7]
- 1990 — Premio Científica Sobresaliente de la Asociación de Mujeres Científicas (sección de Nueva York).[7]

## Legado
En 2001, Brookhaven National Laboratory creó las becas Golhaber Distinguishes Fellowship en honor de ella y de su marido. Estas becas premian a científicos jóvenes y con excepcional talento y currículum que muestran un fuerte interés en la investigación independiente puntera en sus respectivos campos.